# Северини II (Кјети)
Северини II (итал. Severini II) је насеље у Италији у округу Кјети, региону Абруцо.
Према процени из 2011. у насељу је живело 21 становника. Насеље се налази на надморској висини од 223 м.